# Werner Wagner (Fußballtrainer)
Werner Wagner ist ein ehemaliger deutscher Fußballtrainer. 1959 betreute er die BSG Chemie Zeitz und 1961/62 die BSG Lokomotive Stendal in der DDR-Oberliga, der höchsten Spielklasse im DDR-Fußball.

## Trainerlaufbahn
Zur Saison 1957 (Kalenderjahrsaison) übernahm Werner Wagner das Traineramt bei der 1. Fußballmannschaft der Betriebssportgemeinschaft (BSG) Chemie Zeitz. Diese war seit 1950 ständig in der zweitklassigen DDR-Liga vertreten und hatte in der Vorsaison 1956 Platz acht unter vierzehn Mannschaften erreicht. Er übernahm 1957 eine eingespielte Mannschaft, bei der es wenig Abgänge aber auch kaum nennenswerte Zugänge gegeben hatte. Am Ende der Saison hatte Wagner seine Mannschaft leicht verbessert auf Platz sechs geführt. Mit weiterhin kaum veränderter Mannschaft gelang es Wagner, dieser zum Aufstieg in die DDR-Oberliga zu verhelfen. Dabei war unter anderem entscheidend, dass er den erst 18-jährigen Bernd Bauchspieß zu einem durchschlagskräftigen Stürmer entwickelt hatte. Mit 18 Toren hatte dieser 43 Prozent aller Zeitzer Tore erzielt. Es war außerdem gelungen, dem schärfsten Konkurrenten um den Aufstieg, Oberligaabsteiger Lokomotive Stendal deutlich auf Distanz zu halten. Trainer Wagner hatte es seinem Zögling Bernd Bauchspieß auch in erster Linie zu verdanken, dass sich Chemie Zeitz als Neuling in der Oberliga behaupten konnte. Mit seinen 19 Toren war Bauchspieß nicht nur bester Zeitzer Torschütze, sondern zugleich Torschützenkönig der Oberliga. Trotz dieses Erfolgs verließ Wagner nach dem Ende der Spielzeit 1959 die BSG Chemie Zeitz. Nach einem Jahr Abwesenheit vom höherklassigen Fußball ließ sich Wagner zur Saison 1961/62 (Rückkehr zum Sommer-Frühjahr-Spielrhythmus) vom ehemaligen Konkurrenten Lok Stendal verpflichten. Die Stendaler waren gerade in die Oberliga aufgestiegen, hatten aber nicht die Qualität, den Klassenerhalt zu schaffen. Zusammen mit seinem Co-Trainer Kurt Weißenfels betreute Wagner die BSG Lokomotive auch nach dem Abstieg weiter und erreichte in der Saison 1962/63 die erneute Rückkehr in die Oberliga. Danach verabschiedete er sich endgültig aus dem höherklassigen Fußball.